# Bite Fight
Bite Fight (暮夜传说之嗜血男宠S), anche noto come Twilight Night Legend, è un film del 2016 diretto da Zhu Jiang.

## Trama
Dopo essere stato picchiato da un gruppo di uomini, Ai Fei arranca sulla strada in fin di vita quando, per salvargli la vita, viene morso dal vampiro Thomas. Ai Fei viene quindi confinato nella casa di Thomas mentre, lentamente, inizierà a trasformarsi in un vampiro (processo che durerà 3 mesi). Nel frattempo Thomas va alla ricerca di un incredibile manufatto vampirico che è in grado di dare un enorme potere a chi lo possiede. Nella ricerca Thomas e Ai Fei si troveranno a fronteggiare alcune cacciatrici di vampiri e altri loro simili.

## Personaggi
- Thomas è un vampiro molto antico che ha già incontrato Ai Fei nella sua vita precedente.
- Ai Fei è un giovane ragazzo che viene salvato da Tomas. Durante il film si scopre che in realtà è la reincarnazione dell'amore di Tomas.

## Discrepanze con il trailer
Rispetto al trailer ufficiale il film è manchevole di molte scene (omoerotiche) che erano presenti in esso. Tale mancanza va a giustificare la discrepanza tra la prima durata prevista per il film di 90 minuti e la sua durata reale di 78 minuti.